# Lliga panamenya de futbol
La lliga panamenya de futbol, la màxima categoria de la qual s'anomena Liga Profesional de Fútbol, és la màxima competició de Panamà de futbol.

## Història
La primera lliga organitzada al Panamà fou la Lliga Isthmian, creada el 1921 amb Standard Oval com a campió. El 1925 es creà la Liga Nacional de Football amb Panamá Hardware com a campió. La primera lliga nacional de Panamà es creà l'any 1933 després de la fusió de la Liga Nacional (que cobria els equips de la capital, Ciutat de Panamà) i la Liga Atlántica.
La lliga professional es creà l'any 1988 amb el nom d'Asociación Nacional Pro Fútbol (ANAPROF) amb un campionat format per 6 equips. Els promotors de la lliga foren Giancarlo Gronchi, Jan Domburg, Edgar Plazas, Jorge Zelasny, Angel Valero i Juan Carlos Delgado, que fundaren l'ANAPROF el 26 de febrer de 1988. Els equips fundadors foren:
- Chirilanco F.C. de Bocas del Toro
- Deportivo la Previsora de La Chorrera
- Deportivo Peru A.F.C. de Ciutat de Panamà
- A.F.C. Euro Kickers de Ciutat de Panamà
- Plaza Amador de Ciutat de Panamà
- Tauro F.C. de Ciutat de Panamà

La temporada 1994-96 es produí una escissió al futbol panameny i es creà la LINFUNA, que fou reconeguda per la FIFA i organitzà els seus propis campionats.
Ambdues lligues es fusionaren de nou la temporada 1996-97, formant-se una lliga amb 12 clubs. La següent temporada la divisió es dividí en dos grups a la temporada regular amb una fase final de 8 equips per eliminatòries. El 1998-99 es reduí a 10 equips, amb una segona fase amb els 6 millors i posteriorment semifinals i final. La temporada 1999-2000 es retornà a una primera fase en un grup únic, mantenint la segona fase com la temporada anterior. El 2001 per primer cop es disputaren els campionats d'Apertura i Clausura, amb una final entre els campions d'ambdós torneigs per proclamar un campió final. A partir del 2007, s'abandonà la gran final entre els campions d'Apertura i Clausura, proclamant-se, per tant, dos campions per temporada. A partir del 2009, l'ANAPROF canvià la seva denominació per l'actual Liga Profesional de Fútbol.

## Equips participants temporada 2009

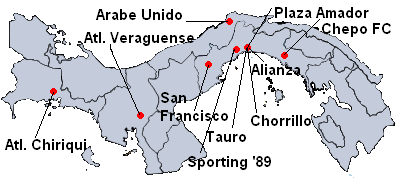
Distribució de clubs el 2009

| Club                   | Ciutat           | Estadi                              | Clausura 2008 |
| ---------------------- | ---------------- | ----------------------------------- | ------------- |
| Alianza                | Ciutat de Panamà | Estadi Camping Resort               | 7è            |
| Árabe Unido            | Colón            | Estadi Armando Dely Valdes          | Campions      |
| Atlético Chiriquí      | David            | Estadi Glorias Deportivas Barüenses | 8è            |
| Atlético Veragüense    | Santiago         | Estadi Toco Castillo                | 5è            |
| Chepo                  | Chepo            | Estadi Bernardo Gil                 | 4t            |
| Chorrillo              | Ciutat de Panamà | Estadi Municipal de Balboa          | 9è            |
| Plaza Amador           | Ciutat de Panamà | Estadi Bernardo Gil                 | 10è           |
| San Francisco          | La Chorrera      | Estadi Agustin Sanchez              | 3r            |
| Sporting San Miguelito | San Miguelito    | Estadi Bernardo Gil                 | 6è            |
| Tauro                  | Ciutat de Panamà | Campo de Deportes Giancarlo Gronchi | 2n            |

## Historial
Font:

Lliga ANAPROF
- 1988:  Plaza Amador (1)
- 1989:  Tauro (1)
- 1990:  Plaza Amador (2)
- 1991:  Tauro (2)
- 1992:  Plaza Amador (3)
- 1993:  Eurokickers (1)
- 1994-95:  San Francisco (1)
- 1995-96:  San Francisco (2)
- 1996-97:  Tauro (3)
- 1997-98:  Tauro (4)
- 1998-99:  Árabe Unido (3)
- 1999-00:  Tauro (5)
- 2000-01:  Panama Viejo (1)
- 2001 A:  Árabe Unido (4)
- 2001 C:  Árabe Unido (5)
- 2002 A:  Árabe Unido (6)
- 2002 C:  Plaza Amador (4)
- 2003 A:  Tauro (6)
- 2003 C:  Tauro (7)
- 2004 A:  Árabe Unido (7)
- 2004 C:  Árabe Unido (8)
- 2005 A:  Plaza Amador (5)
- 2005 C:  San Francisco (3)
- 2006 A:  San Francisco (4)
- 2006 C:  Tauro (8)
- 2007 A:  Tauro (9)
- 2007 C:  San Francisco (5)
- 2008 A:  San Francisco (6)
- 2008 C:  Árabe Unido (9)
- 2009 A:  San Francisco (7)

Lliga LINFUNA

Entre 1994 i 1996 el futbol a Panamà va patir un cisma, creant-se una nova federació (LINFUNA), que fou reconeguda per la FIFA. L'any 1996 LINFUNA i ANAPROF s'uniren de nou.
- 1994-95:  Árabe Unido (1)
- 1995-96:  Árabe Unido (2)

Lliga Panamenya de Futbol (LPF)
- 2009-10 A:  Árabe Unido (10)
- 2009-10 C:  Árabe Unido (11)
- 2010-11 A:  Tauro (10)
- 2010-11 C:  San Francisco (8)
- 2011-12 A:  Chorrillo FC (1)
- 2011-12 C:  Tauro (11)
- 2012-13 A:  Árabe Unido (12)
- 2012-13 C:  Sporting San Miguelito (1)
- 2013-14 A:  Tauro (12)
- 2013-14 C:  Chorrillo FC (2)
- 2014-15 A:  San Francisco (9)
- 2014-15 C:  Árabe Unido (13)
- 2015-16 A:  Árabe Unido (14)
- 2015-16 C:  Plaza Amador (6)
- 2016-17 A:  Árabe Unido (15)
- 2016-17 C:  Tauro (13)
- 2017-18 A:  Chorrillo FC (3)
- 2017-18 C:  CAI La Chorrera (1)
- 2018-19 A:  Tauro (14)
- 2018-19 C:  CAI La Chorrera (2)
- 2019 A:  Tauro (15)
- 2020 A: Campionat cancel·lat
- 2020 C:  CAI La Chorrera (3)
- 2021 A:  Plaza Amador (7)
- 2021 C:  Tauro (16)
- 2022 A:  Alianza FC (1)
- 2022 C:  CAI La Chorrera (4)
- 2023 A:  CAI La Chorrera (5)
- 2023 C:

Llegenda: A Apertura, C Clausura